# Eva Clayton
Eva Clayton, född 30 september 1905 i Arbrå i Hälsingland, död 4 januari 1994 i Stockholm, var en svensk målare och tecknare.
Clayton studerade vid Konsthögskolan 1927–1930. Hon medverkade i utställningar med Sveriges allmänna konstförening på Liljevalchs konsthall under 1930-talet. 